# ソウル駅駅
ソウル駅駅（ソウルヨクえき）は、大韓民国ソウル特別市中区と龍山区にある、ソウル交通公社の駅。
地下のソウル駅駅は、地上のソウル駅と異なり、「駅」の字も駅名の固有名詞に含まれている。また当駅は、地上にある韓国鉄道公社 (KORAIL) のソウル駅と区別するため、「地下ソウル駅」と案内されることも多い。
1号線・4号線のソウル交通公社所属の列車の一部は当駅始発・当駅止まりとなる（特に始発と終電）。

## 利用可能な鉄道路線
ソウル交通公社
 1号線 - 駅番号は「133」
 4号線 - 駅番号は「426」

## 歴史
- 1974年8月15日 - 1号線・京釜電鉄線開業と共に「ソウル駅前駅（서울역앞역）」として開業。出口は9ヶ所。
- 1985年1月24日 - ソウル駅駅（"서울역"역）に改称。
- 1985年10月18日 - 4号線の駅が開業。地下鉄駅としての乗換駅となる。出口を5ヵ所新設し、合計14ヶ所になる。
- 2003年 - ソウル駅乗換センター建設により1番出口閉鎖、移設工事開始。
- 2004年 - 1番出口移設完了。地上ソウル駅の乗り換え通路開通。
- 2009年7月25日 - ソウル駅乗換センター完成と同時に9-1番出口を新設。出口の合計が15ヶ所になる。
- 2015年3月28日 - KORAIL空港鉄道との乗り換え通路完工。

## 駅構造
当駅は1・4号線ホームと乗り換え通路を含めると、「ㄣ」（注音符号のen）の形をしている。
1号線は島式ホーム1面2線を有する地下駅で、フルスクリーンタイプのホームドアが設置されている。当駅から南に進んだところで地上に出て、京釜電鉄線に乗り入れる。また、ソウル交通公社1号線は直流電化、京釜電鉄線は交流電化となっているため、デッドセクションが地上に出たところにある。4号線と乗り換える場合、ホーム南端にある階段を上り、左側にある乗り換え通路を通らなければならない。地上ソウル駅にある京釜電鉄線B急行用ホームに行くにもホーム南端にある階段を上り、その後直進する必要がある。
4号線も島式ホーム1面2線を有する地下駅で、フルスクリーンタイプのホームドアが設置されている。1号線と乗り換える場合、ホーム北端にある階段を上り、乗り換え通路を通る必要がある。
化粧室は各線の改札階の改札外に1ヶ所ずつある。出口は1 - 14番と9-1番の計15ヶ所あり、その内1番出口は地上ソウル駅（京義・中央線、京釜線KTX・一般列車が発着）方面、9-1番出口はソウル駅バス乗換センター方面に行くことができる。

### のりば
のりばの番号は各線共に存在しない。
| ホーム | 路線                | 行先                                     |
| ------ | ------------------- | ---------------------------------------- |
| 上り   | 1号線               | 清凉里・光云大・倉洞・議政府・逍遥山方面 |
| 下り   | 1号線（京釜電鉄線） | 九老・仁川・西東灘・天安・新昌方面       |
| 上り   | 4号線               | 忠武路・水踰・蘆原・榛接方面             |
| 下り   | 4号線               | 舎堂・山本・安山・烏耳島方面             |

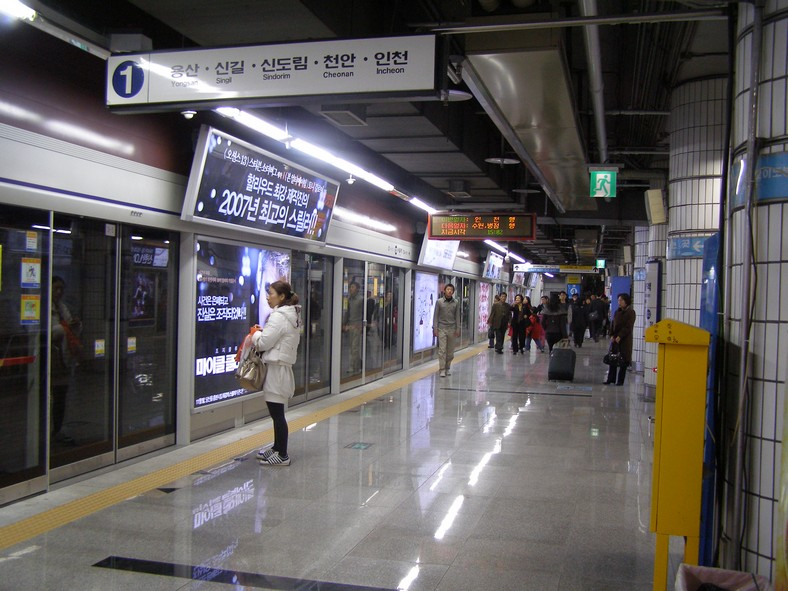
1号線ホーム（2007年撮影）
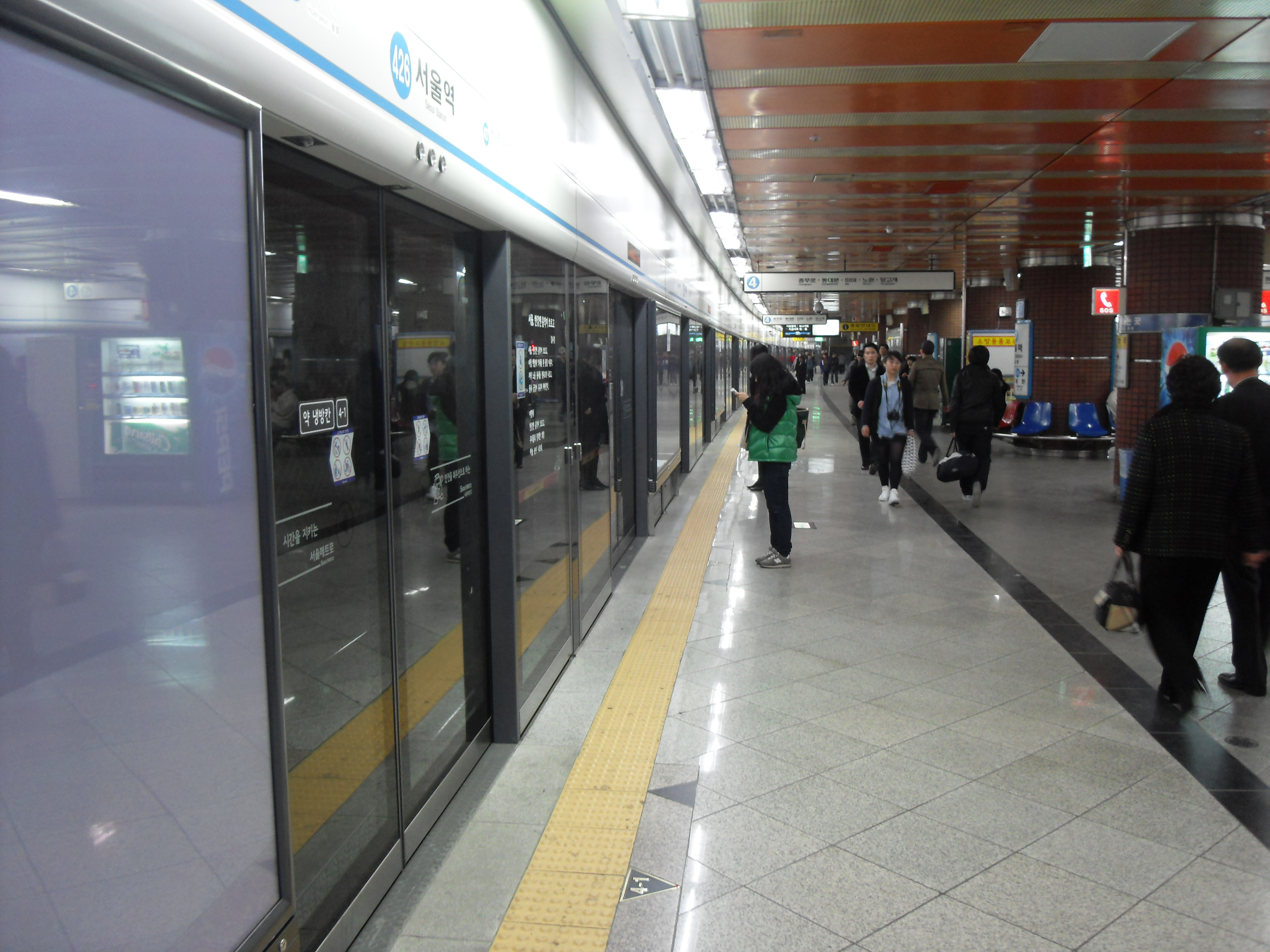
4号線ホーム（2010年撮影）

## 利用状況
2010年における首都圏電鉄1号線の直通運行による京釜線からの人員は一日162,463人、京釜線への人員は一日164,170人であり、これらの数値を含むと一日乗降人員は795,900人である。
近年の一日平均利用人員推移は下記のとおり。
| 路線  | 路線     | 2000年  | 2001年  | 2002年  | 2003年  | 2004年  | 2005年  | 2006年  | 2007年  | 2008年  | 2009年  | 出典  |
| ----- | -------- | ------- | ------- | ------- | ------- | ------- | ------- | ------- | ------- | ------- | ------- | ----- |
| 1号線 | 乗車人員 | 48,010  | 49,333  | 49,003  | 47,651  | 52,717  | 55,832  | 57,231  | 57,360  | 57,049  | 56,897  | [ 4 ] |
| 1号線 | 降車人員 | 43,744  | 42,575  | 42,179  | 41,105  | 44,363  | 46,448  | 48,092  | 48,510  | 48,324  | 49,331  | [ 4 ] |
| 1号線 | 乗降人員 | 91,754  | 91,908  | 91,182  | 88,756  | 97,081  | 102,280 | 105,323 | 105,870 | 105,373 | 106,228 | [ 4 ] |
| 4号線 | 乗車人員 | 11,983  | 10,904  | 11,030  | 10,685  | 9,332   | 8,150   | 7,665   | 7,802   | 7,458   | 7,735   | [ 4 ] |
| 4号線 | 降車人員 | 16,884  | 18,029  | 18,080  | 17,382  | 17,753  | 17,139  | 17,011  | 16,894  | 16,431  | 16,389  | [ 4 ] |
| 4号線 | 乗降人員 | 28,866  | 28,933  | 29,110  | 28,067  | 27,085  | 25,289  | 24,676  | 24,696  | 23,889  | 24,124  | [ 4 ] |
| 路線  | 路線     | 2010年  | 2011年  | 2012年  | 2013年  | 2014年  | 2015年  | 2016年  | 出典    |         |         |       |
| 1号線 | 乗車人員 | 61,297  | 72,495  | 73,128  | 73,855  | 74,092  | 63,946  | 62,914  | [ 4 ]   |         |         |       |
| 1号線 | 降車人員 | 53,130  | 61,688  | 62,298  | 64,948  | 66,476  | 57,308  | 55,367  | [ 4 ]   |         |         |       |
| 1号線 | 乗降人員 | 114,427 | 134,183 | 135,426 | 138,804 | 140,569 | 121,254 | 118,281 | [ 4 ]   |         |         |       |
| 4号線 | 乗車人員 | 9,284   | 10,917  | 10,839  | 10,933  | 10,946  | 11,171  | 12,171  | [ 4 ]   |         |         |       |
| 4号線 | 降車人員 | 18,924  | 22,839  | 22,097  | 20,433  | 19,575  | 20,141  | 22,041  | [ 4 ]   |         |         |       |
| 4号線 | 乗降人員 | 28,208  | 33,756  | 32,936  | 31,366  | 30,521  | 31,312  | 34,212  | [ 4 ]   |         |         |       |

## 駅周辺

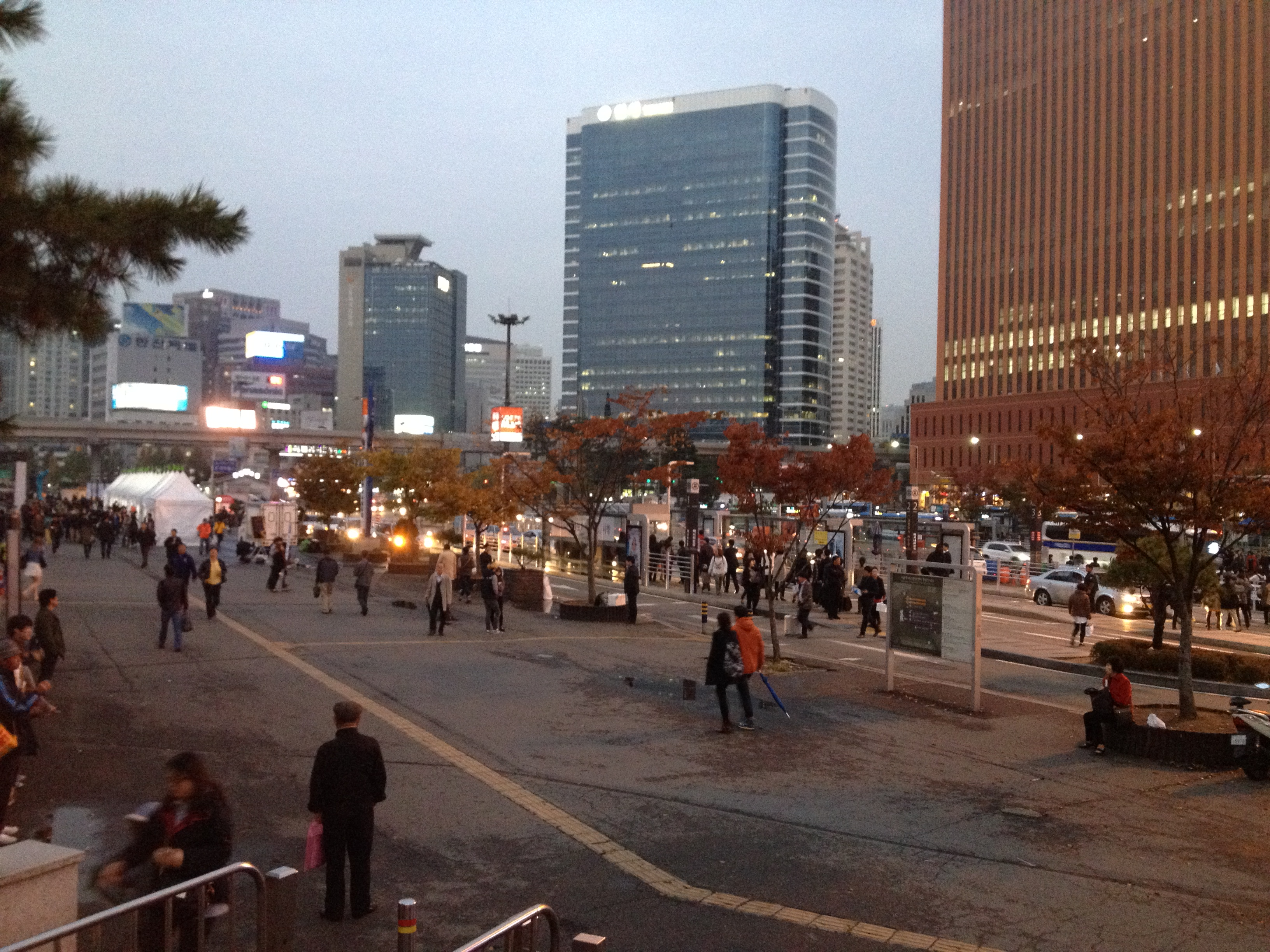
駅周辺の様子

- 国民権益委員会
- ソウル南大門警察署
- 南大門市場
- ソウルスクエアモール（旧・大宇ビル）
- 腐敗防止委員会
- 社団法人 ソウルホームレス福祉施設協会
- 西小門公園
- ソウル三光初等学校
- 地上ソウル駅
- ソウル駅舎ショッピングモール
  - ロッテマート ソウル駅店
- 崇礼門
- YTN
- 龍山図書館
- 退渓路
- フランス文化院
- 韓国産業安全公団
- 韓国スマートカード本社
- 厚岩洞住民センター
- 厚岩郵便局
- ミレニアムソウルヒルトンホテル

## 隣の駅
ソウル交通公社
 1号線
市庁駅 (132) - ソウル駅駅 (133) - 南営駅 (134)
 4号線
会賢駅 (425) - ソウル駅駅 (426) - 淑大入口駅 (427)